# Јари Литманен
Јари Олави Литманен (фин. Jari Olavi Litmanen, Лахти, 20. фебруар 1971) је бивши фински фудбалер. Играо је на позицији офанзивног везног.

## Клупска каријера
Литманен је своју каријеру почео у Реипасу где је 1987. дебитовао са 16 година у првом тиму. После 4 сезоне прелази у Хелсинки, где се задржава годину дана па прелази у Мјупа. Са Мјупом осваја Куп Финске 1992. године, победом од 2:0 над Јаром.
Године 1992. Литманен прелази у Ајакс. У првој сезони 1992/93. је углавном седео на клупи, док је идуће сезоне након одласка Дениса Бергкампа у милански Интер Литманен постаје редован у првом тиму. Са 26 голова те сезоне постао је најбољи стрелац лиге, предводећи Ајакс до титуле. Године 1993. је такође проглашен за најбољег играча године у Холандији.
Литманен је био један од главних играча код Луја ван Гала, тадашњег тренера Ајакса, приликом достизања два узастопна финала Лиге шампиона 1995. и 1996. године. Први је фински фудбалер који је освојио Лигу шампиона победом над Миланом сезоне 1994/95., док је идуће сезоне био најбољи стрелац такмичења, али је екипа поражена од Јувентуса у финалу. Такође је освојио и Интерконтинентални куп 1995. године победом над Гремиом, а исте године је био трећи најбољи играч Европе. Литманен је провео 7 година у Ајаксу освојивши 4 титуле шампиона Холандије и 3 холандска купа.
Године 1999. прелази у Барселону код старог тренера Ван Гала, међутим ту не игра много због честих повреда па 2001. године прелази у Ливерпул без обештећења. У Ливерпулу су га такође мучиле повреде, па је тако 2001. године због повреде пропустио сва три финала купова које је Ливерпул освајао (Лига куп, ФА куп и УЕФА куп).
После краћих играња у Ајаксу, Лахтију, Ханзи, Малмеу и Фуламу, 2008. се враћа у Лахти с којим осваја треће место у лиги и играње у Лиги Европе идуће сезоне.
Априла 2011. са својих 40 година долази у Хелсинки са којим осваја дуплу круну.

## Репрезентативна каријера
Литманен је тренутни рекордер по броју одиграних утакмица и по броју постигнутих голова за репрезентацију Финске. За репрезентацију је дебитовао 22. октобра 1989. против Тринидада и Тобага. Капитен репрезентације је био од 1996. до 2008. године, а своју стоту утакмицу одиграо је против Јужне Кореје 25. јануара 2006. На мечу против Сан Марина 17. новембра 2010. Литманен је постао најстарији стрелац за Финску, када је постигао гол из пенала у победи од 8:0, то је уједно била и последња утакмица Литманена за репрезентацију.

## Трофеји
Мјупа
- Куп Финске : 1992.

Ајакс
- Ередивизија : 1994, 1995, 1996, 1998, 2004.
- Куп Холандије : 1993, 1998, 1999.
- Суперкуп Холандије : 1993, 1994, 1995.
- Лига шампиона : 1995.
- Европски суперкуп : 1995.
- Интерконтинентални куп : 1995.

Ливерпул
- УЕФА куп : 2001.
- Европски суперкуп : 2001.
- ФА куп : 2001.
- Енглески лига куп : 2001.
- Суперкуп Енглеске : 2001.

Хелсинки
- Првенство Финске : 2011.
- Куп Финске : 2011.

Индивидуални трофеји
- Фински фудбалер године : 1990, 1992, 1993, 1994, 1995, 1996, 1997, 1998, 2000.
- Најбољи фудбалер финске лиге : 1990.
- Финска спортска личност године : 1995.
- Холандски фудбалер године : 1993.
- Најбољи стрелац холандске лиге : 1993/94.
- Најбољи стрелац Лиге шампиона : 1995/96.